# École internationale Tunon
 (septembre 2016).
Pour les articles homonymes, voir Tunon.
L'École internationale Tunon, créée en 1964 est un établissement d’enseignement supérieur post-bac dans le secteur de l’événementiel, du luxe, de l'aérien, de l'hôtellerie ou du tourisme. Les écoles internationales Tunon sont présentes en France et en Suisse avec un réseau de 16 campus.  

## Historique
Voici les principales étapes de l'histoire de l'école :
- 1964 : Création de l'École internationale Tunon à Monaco
- 1975 : Ouverture de l'école de Montpellier[1].
- 1981 : Ouverture de l'école de Caen[2].

## Formations
L'École internationale Tunon développe des formations certifiées par l'État niveau 4 (Bac) à niveau 7 (Bac+5) en initial ou alternance.